# Festuca archeri
Festuca archeri är en gräsart som beskrevs av Evgenii Borisovich Alexeev. Festuca archeri ingår i släktet svinglar, och familjen gräs.
Artens utbredningsområde är Tasmanien. Inga underarter finns listade i Catalogue of Life.